# Joe Furstinger
Joseph David Furstinger, detto Joe (Rancho Santa Margarita, 5 febbraio 1996), è un cestista statunitense.